# Kupe (montagna)
Il Kupe o Koupé e' una montagna del Camerun che raggiunge un'altezza di oltre 2000 metri, rilievo appartenente al cosiddetto tipo plutonico e facente parte della Linea vulcanica del Camerun. Il Kupe è la cima più alta delle montagne Bakossi, Catena montuosa che si trova sull'Altopiano occidentale del Camerun.